# Abad Pagi
Antoine Pagi el joven, también conocido como el abad Pagi (1690-1740) fue un preboste y escritor de Francia del siglo XVIII.

## Biografía
Pagi, nacido en Martigues,  era de la misma familia que Antoine Pagi (1624-1699), cronologista e historiador, Cordelier, profesor de filosofía y teología,  autor de las siguientes obras: Dissertatio hypatica seu de consulibus caesareis, Lyon, 1682, disertación de una inscripción de Aureliano, Dissertation sur les consulats des empereurs romains, Critica historico-chronologica in Annales ecclesiasticos Caesaris Cardinaliis Baronii, Antverpiae, 1705, 4 vols.,  François Pagi (1654-1721), nacido en Lambesc, abraza la regla de Cordelier como su tío, profesa la filosofía y la cronología y dejó las obras Breviarum historico-chronologico-criticum illustrium pontificum romanorum gesta, Anvers, 1717-27, 4 vols. y Continuato historiae chronologicae ab Alesandro XII usque ad Innoncentium XII, lYON, 1694., continuación de la obra de François Carriere Histoire chronologique des Papes, cordelier de la villa de Apt, en Provenza, y otro Antoine Pagi, autor de trabajos históricos como Histoire des Papes. Algunas de estas obras fueron recopiladas spor su sobrino  y François Pagi, con la colaboración del sobrino de este, Antoine Pagi el joven.
Pagi, después de terminar sus estudios con éxito, fue admitido en los jesuitas, pero abandonó la Compañía de Jesús antes de pronunciar sus últimos votos monásticos, y fue provisto de un canonicato de la sección de Cavaillou, donde devino preboste.
El abad Pagi se aplicó a la cultura de las letras, y dejó las siguientes obras: Historia de las revoluciones de los Países Bajos,  y Historia de Ciro el Joven, con un discurso de la historia griega, traducida al ruso por Vasil Teplovym, recibiendo esta última obra las siguientes críticas: los redactores de una Bibliothèque d'un homme de goút, encuentran la citada obra bien escrita; el autor de Siecles littéraires de la France, París, 1803, 7 vols., N.T.L. Desessarts (1744-1810), literato de Francia, abogado, editor y autor, quien publicó de Pierre Daniel Huet Tratado de los orígenes de los romanos y d'Herbelot su Biblioteca oriental, dice que el estilo es ampuloso, difuso y romántico. El abad Pagi prometió una Historia de Atenas, pero su muerte prematura le privó de su publicación.

## Obras
- Proviest o mladshem Kirie...., Sankpeterburg, Akad. Nauk, 1762.
- Histoire de Cyrus le jeune et de la retraite des dix mille, avec un discours sur l'histoire grecque, París, Didot, 1736.
- Histoire des revolutions des Pais-Bas, París, Briasson, 1727, 2 vols. (de 1559 a 1584)